# کنث بلکفن
کنث بلکفن (انگلیسی: Kenneth Blackfan؛ ۹ سپتامبر ۱۸۸۳ – ۲۹ نوامبر ۱۹۴۱) پزشک کودکان اهل ایالات متحده آمریکا بود. او علاقه خاصی به حوزه‌های علوم تغذیه و خون‌شناسی داشت. یک اختلال خونی دوران کودکی، کم خونی دیاموند–بلک فان، بخشی از نامش را از او می‌گیرد. بلک‌فن در اوایل کار خود پژوهش‌هایی را انجام داد که منجر به شناسایی منشأ مایع مغزی-نخاعی شد. او دوران تخصص پزشکی اطفال را در دانشگاه واشینگتن در سنت لوئیس و زیر نظر جان هاولند گذارند و به همراه او به بیمارستان جانز هاپکینز رفت. در این بیمارستان او مدتی با والتر دندی (که سندرم دندی-واکر را تشریح کرد) بر روی هیدروسفالی کودکان کار کرد. این دو با هم منشأ مایع مغزی-نخاعی را کشف کردند که این کار از طریق تزریق نوعی رنگ به دستگاه بطنی یک سگ انجام شد.
بلکفن سرانجام در سال ۱۹۱۸ دانشیار رشتهٔ اطفال در بیمارستان جانز هاپکینز شد، سپس به مرکز پزشکی بیمارستان کودکان سینسیناتی و در نهایت به دانشگاه هاروارد رفت و در آنجا مدیر خدمات بالینی در بیمارستان کودکان بوستون و استاد رشتهٔ پزشکی اطفال شد. او این سمت را تا زمان مرگش در سال ۱۹۴۱ به عهده داشت.
در هاروارد، علایق اصلی علمی او تغذیه و خون‌شناسی بود. او استادِ لوئیس دایموند بود و با هم اولین مجموعه عکس‌های ظاهر میکروسکوپی خون در بیماری‌های دوران کودکی را نوشتند. در سال ۱۹۳۸، آنها کم خونی دیاموند–بلک فان را توصیف کردند. او همچنین استادِ سیدنی فاربر، پدر شیمی‌درمانی مدرن سرطان بود که مؤسسه سرطان دینا–فاربر در بوستون به افتخارش نامگذاری شده است.
بلک فن در سال ۱۹۴۱ در اوج دوران حرفه ای خود بر اثر سرطان ریه درگذشت.